# Arta (periferie-district)
Arta (Grieks: Άρτα) is een periferie-district (perifereiaki enotita) in de Griekse regio Epirus. De hoofdstad is het gelijknamige Arta en het departement had 78.134 inwoners (2001).

## Geografie
Het departement grenst aan de departementen Ioannina in het noordwesten, Tríkala, Karditsa in het oosten, Etolia-Akarnania in het zuiden en zuidoosten en Préveza in het westen.
Het landschap van Arta loopt ruwweg van noordoost naar zuidwest af. In het noordoosten bevinden zich de hoge toppen van het zuidelijke Pindosgebergte (Notia Pindos), waar de rivier de Acheloos zich langs wurmt en die tevens als oostelijke grensrivier tussen Arta en de regio Thessalië fungeert. Ten westen van het Pindosgebergte stroomt de rivier de Arachthos, die ten zuiden van de hoofdstad Arta, door een vlak landbouwgebied loopt om alvorens door middel van een delta uit te stromen in de Ambrakische Golf.

## Plaatsen[2]
| Plaats               | Hoofdplaats (vroeger) | Postcode | GEMEENTE             | Hoofdplaats van de gemeente |
| -------------------- | --------------------- | -------- | -------------------- | --------------------------- |
| Agnanta              |                       | 470 43   | Kentrika Tzoumerka   | Voulgareli                  |
| Amvrakikos           | Aneza                 | 471 00   | Arta                 | Arta                        |
| Arachthos            | Neochori              | 470 41   | Nikolaos Skoufas     | Peta                        |
| Arta                 |                       | 471 00   | Arta                 | Arta                        |
| Athamania            | Voulgareli            | 470 45   | Kentrika Tzoumerka   | Voulgareli                  |
| Filothei             | Chalkiades            | 470 42   | Arta                 | Arta                        |
| Georgios Karaïskakis | Diasello              | 470 48   | Georgios Karaïskakis | Ano Kalentini               |
| Irakleia (Arta)      | Ano Kalentini         | 470 44   | Georgios Karaïskakis | Ano Kalentini               |
| Kommeno              |                       | 470 4x   | Nikolaos Skoufas     | Peta                        |
| Kompoti              |                       | 470 40   | Nikolaos Skoufas     | Peta                        |
| Peta                 |                       | 472 00   | Nikolaos Skoufas     | Peta                        |
| Tetrafylia           | Astrochori            | 470 47   | Georgios Karaïskakis | Ano Kalentini               |
| Vlacherna            | Grammenitsa           | 471 00   | Arta                 | Arta                        |
| Xirovouni            | Ammotopos             | 482 00   | Arta                 | Arta                        |
| Melissourgoi         |                       | 471 00   | Kentrika Tzoumerka   | Voulgareli                  |
| Theodoriana          |                       | 470 45   | Kentrika Tzoumerka   | Voulgareli                  |

Arta · Ioannina · Preveza · Thesprotia